# Eudorylas costalis
Eudorylas costalis är en tvåvingeart som beskrevs av Becker 1924. Eudorylas costalis ingår i släktet Eudorylas och familjen ögonflugor.
Artens utbredningsområde är Taiwan. Inga underarter finns listade i Catalogue of Life.